# Phytocoris populi
Phytocoris populi är en insektsart som först beskrevs av Carl von Linné 1758.  Phytocoris populi ingår i släktet Phytocoris och familjen ängsskinnbaggar. Arten är reproducerande i Sverige. Inga underarter finns listade i Catalogue of Life.